# Provincia Limarí
Limarí (Provincia de Limarí) este o provincie din regiunea Coquimbo, Chile, cu o populație de 161.950 locuitori (2012) și o suprafață de 13553,2 km2.